# Sib
Sib (alternativt as-Seeb eller as-Sib (arabisk: ﺐﻴﺴﻟا, tr. as-Sīb) er en by i det nordlige Oman. Den ligger i guvernementet Muscat, ved kysten mod Omanbugten. Den er landets største by med 470.878 (2020) indbyggere. Omans største lufthavn, Muscat International Airport (tidligere Sib International Airport), ligger tæt ved byen.